# Florin caribéen
Pour les articles homonymes, voir Florin.
Le florin caribéen (en néerlandais Caribische gulden) est la monnaie officielle de Curaçao et Saint-Martin (partie néerlandaise), les îles des Caraïbes devenues des « landen » (pays constitutifs) au sein du Royaume des Pays-Bas, à la suite de la dissolution des Antilles néerlandaises le 10 octobre 2010. Le florin caribéen remplacerait le florin des Antilles néerlandaise au taux de 1 pour 1 et serait rattaché au dollar américain au même taux de 1,79 florin pour 1 dollar. En novembre 2020, il a été annoncé que le florin caribéen entrerait en circulation l'année suivante, mais cela a été retardé à plusieurs reprises. Le lancement officiel de la monnaie est prévu pour le 31 mars 2025 et deviendra la seule monnaie légale dans les deux pays constitutifs après le 30 juin 2025.
En 2018, le ministre des Finances de Saint-Martin a déclaré qu’il ne restait que deux ans de réserves de billets en florins des Antilles néerlandaises et que les îles devraient bientôt prendre une décision. Les îles ont également envisagé d'adopter le dollar américain ou l'euro.

## Négociations
Le florin des Antilles néerlandaises a continué à circuler après la dissolution des Antilles néerlandaises et les plans de mise en œuvre du florin caribéens n'ont été finalisés que lorsque les deux pays ont convenu d'avoir une monnaie commune. Étant donné que les îles BES (Bonaire, Saint-Eustache et Saba) ont adopté directement le dollar américain le 1er janvier 2011, l'introduction du florin caribéen signifiera la fin de la circulation du florin des Antilles néerlandaises.
En avril 2014, Curaçao et Saint-Martin ont convenu d'étudier la possibilité que Curaçao ait sa propre banque centrale. Tant que les négociations se poursuivront, le florin caribéen ne sera pas introduit. En juillet 2015, le ministre des Finances de Curaçao, José Jardim, a déclaré que la recherche sur une union monétaire entre Curaçao et Saint-Martin n'était pas une priorité.
L'ancien député de Curaçao Alex David Rosaria a déclaré qu'un problème majeur avec l'union proposée était l'absence d'un forum pour discuter de la coordination macroéconomique (comme c'est le cas pour le dollar des Caraïbes orientales).
En novembre 2019, le ministre des Finances de Curaçao, Kenneth Gijsbertha, a confirmé l'introduction du florin caribéen en 2021 et la banque centrale l'a officiellement annoncée un an plus tard.
En août 2021, il a été rapporté que le nouveau florin devrait être lancé en 2023 ou 2024. En septembre 2022, le CBCS souhaitait que le florin soit introduit en 2024. En juillet 2023, cela a été reporté à 2025 au plus tard.

## Introduction
Le 6 décembre 2023, l'amendement no 176 de l'ISO 4217 annonce l'introduction du florin caribéen à Curaçao et à Saint-Martin le 31 mars 2025. La nouvelle monnaie aura pour code XCG et remplacera le florin des Antilles néerlandaises (ANG) au taux de 1 pour 1. Les pièces et billets en florins caribéens et en florins des Antilles néerlandaise circuleront côte à côte pour les transactions en espèces pendant 3 mois à partir de la date d'introduction du florin caribéen. Le florin des Antilles néerlandaise perdra cours légal le 1er juillet 2025. Les pièces et billets en florins des Antilles néerlandaises peuvent être échangés via les banques commerciales jusqu'au 31 mars 2026 et à la Banque centrale de Curaçao et Saint-Martin (CBCS) jusqu'au 31 mars 2055. Les paiements électroniques/numériques cesseront eux le 31 mars 2025.
L'abréviation du florin caribéen est Cg. Le florin caribéen est rattaché au dollar des États-Unis au même taux de change que le florin des Antilles néerlandaises auparavant, c'est-à-dire 1 USD = 1,79 ANG = 1,79 XCG.

## Organisation
La monnaie doit être émise par la Banque centrale de Curaçao et Saint-Martin (le successeur de la Banque des Antilles néerlandaises), présidée par un président choisi par les premiers ministres des deux îles. Les deux îles nommeraient également six autres membres du conseil d'administration de surveillance. La monnaie serait introduite progressivement sur trois mois. Les pièces de 2 1⁄2 florins et les billets de 25 florins présents dans la série des florins des Antilles néerlandaises ne seront pas émis et des billets de 20 et 200 florins seront ajoutés.